# Blicks
De Blicks is een rivier in het noordoosten van de Australische deelstaat New South Wales. Zij is 67 km lang en behoort tot het stroomgebied van de rivier de Clarence.

## Geografie
De bron ligt op 1340 m hoogte, 5 km oostelijk van het stadje Ebor aan de noorderflank van Majors Point in het zuiden van het Nationaal park New England. De rivier stroomt dan langs de verbindingsweg Armidale–Grafton), vervolgens naar het noorden en dan naar het noordoosten tot bij het stadje Dundurrabin. Daar wijkt zij af naar het oosten en mondt uit in de Nymboida in het zuiden van het Nationaal park Nymboi-Binderay op een hoogte van 419 m.